# Pretioscopus viridiclavus
Pretioscopus viridiclavus är en insektsart som beskrevs av Webb 1976. Pretioscopus viridiclavus ingår i släktet Pretioscopus och familjen dvärgstritar. Inga underarter finns listade i Catalogue of Life.